# Архив Српске православне цркве
Архив Српске православне цркве, скраћено АСПЦ, у Београду, је централни репозиторијум архива Српске православне цркве.

## Историја
Архив је настао на темељима централног архива Митрополије београдске након поновног уједињења Карловачке патријаршије 1920. године, митрополије београдске у Краљевини Србији и Митрополије црногорске у Кнежевини Црној Гори у јединствену Српску православну цркву у оквиру новоосноване Краљевине СХС.
Архив првенствено садржи важне документе од почетка 19. века па надаље од кључне важности за разумевање црквене и световне историје. Подршку у свом раду архив добија од Министарства културе и информисања и Управе за сарадњу са црквама и верским заједницама. Архив у садашњем облику самосталне институције настао је тек после 2007. године и споразума Цркве са Министарством културе и информисања и Архивом Србије којим су обезбеђени кадрови и одговарајући стручњаци за руковођење архивским пословима који недостају у црквеној хијерархији.
Архивска грађа је првобитно чувана у резиденцији Архиепископа српског и митрополита београдског до 1935. године када је пренета у улицу Краља Петра. Централни објекти архива у улици Краља Петра у Београду држе само делић укупне збирке архива, која се протеже два до три километра. Преостала архивска збирка је 1989. године премештена из Зграде Патријаршије у галерију Маркове цркве. Нестручан транспорт архиве довео је до тога да су многи предмети били разбацани, а неки документи су нетрагом нестали. Скоро две и по деценије вредна архива, која пружа увид у црквену, друштвену, демографску, дипломатску и политичку историју савремене Србије и српског народа у суседним земљама, запуштена. Формални споразум потписан је 14. децембра 2007. године са Српском православном црквом коју представља митрополит црногорско-приморски Амфилохије Радовић и државним институцијама министар културе и информисања Војислав Брајовић и директор Архива Србије Мирослав Перишић. Ова грађа је 2019. године из Маркове цркве премештена у новореконструисану зграду Светосавског дома у Земуну, зграду грађену између 1907. и 1909. године и која је сама по себи заведена као споменик културе.